# Lake Webster
Der Lake Webster ist ein See im Süden des australischen Bundesstaates Tasmanien.
Er liegt im Zentrum des Mount-Field-Nationalparks und wird vom Broad River durchflossen.